# 美國大陸航空11號班機空難
美國大陸航空11號班機空難是一起發生於1962年5月22日的炸彈爆炸事件，被炸毀的是一架註冊編號N70775，由芝加哥飛往堪薩斯城的波音707，機上45人在空難中全部死亡。該事件的原因是一名乘客為騙保在機上實施自殺式炸彈襲擊，從而炸毀飛機。該事件為歷史上第一起涉及噴氣式客機的爆炸襲擊事件。

## 事故經過
CO11號班機於20時35分從芝加哥起飛，按既定航線飛行至密西西比河上空後，為躲避雷雨而向北偏離航線，隨後在艾奥瓦州一帶從雷達上消失。21時17分，這架波音707右後方的洗手間發生爆炸，使得機尾脫落。機師隨即啟動緊急下降程序，令氧氣面罩落下，然而餘下的機身急速俯衝，使得發動機脫落，機身進入不受控制的翻轉，最後墜毀於密蘇里州一片坡度10°的苜蓿地。
而艾奧瓦州辛辛那提和密蘇里州猶尼昂維均有人於21時20分左右聽見異響，同時另有兩人看見了空中出現的巨大火球。當晚一架從堪薩斯州托皮卡福布斯空軍基地起飛的B-47轟炸機在26500英呎的高度飛行時，飛行員於21時22分發現前方出現閃光，地點亦在CO11號班機爆炸前的最後位置。多數機身殘骸在猶尼昂維被發現，但發動機、尾翼和左機翼的散落位置則距離機身殘骸位置6英里。
機上45人中，44人在救援人員抵達墜機地點時即已死亡，另外一名27歲的日本乘客在被發現時依然生還，但因傷勢過重於獲救1時30分之後在醫院不治身亡。

## 調查
联邦调查局官員在調查此事時發現乘客中一名名為托馬斯·G·多提（Thomas G. Doty）的已婚男子事發前於奧馬哈互助保險公司購買了價值150000美元的壽險，而他的死亡會使家人獲得另外150000美元，包括死亡撫恤金和在機場購買的保險。多提此前因持械搶劫被逮捕，即將接受預審。調查人員亦發現，多提在事發前以29美分每根的價格購買了6根硝酸甘油炸藥，推斷其將炸藥置於右後方洗手間的舊毛巾收集桶中。

## 紀念

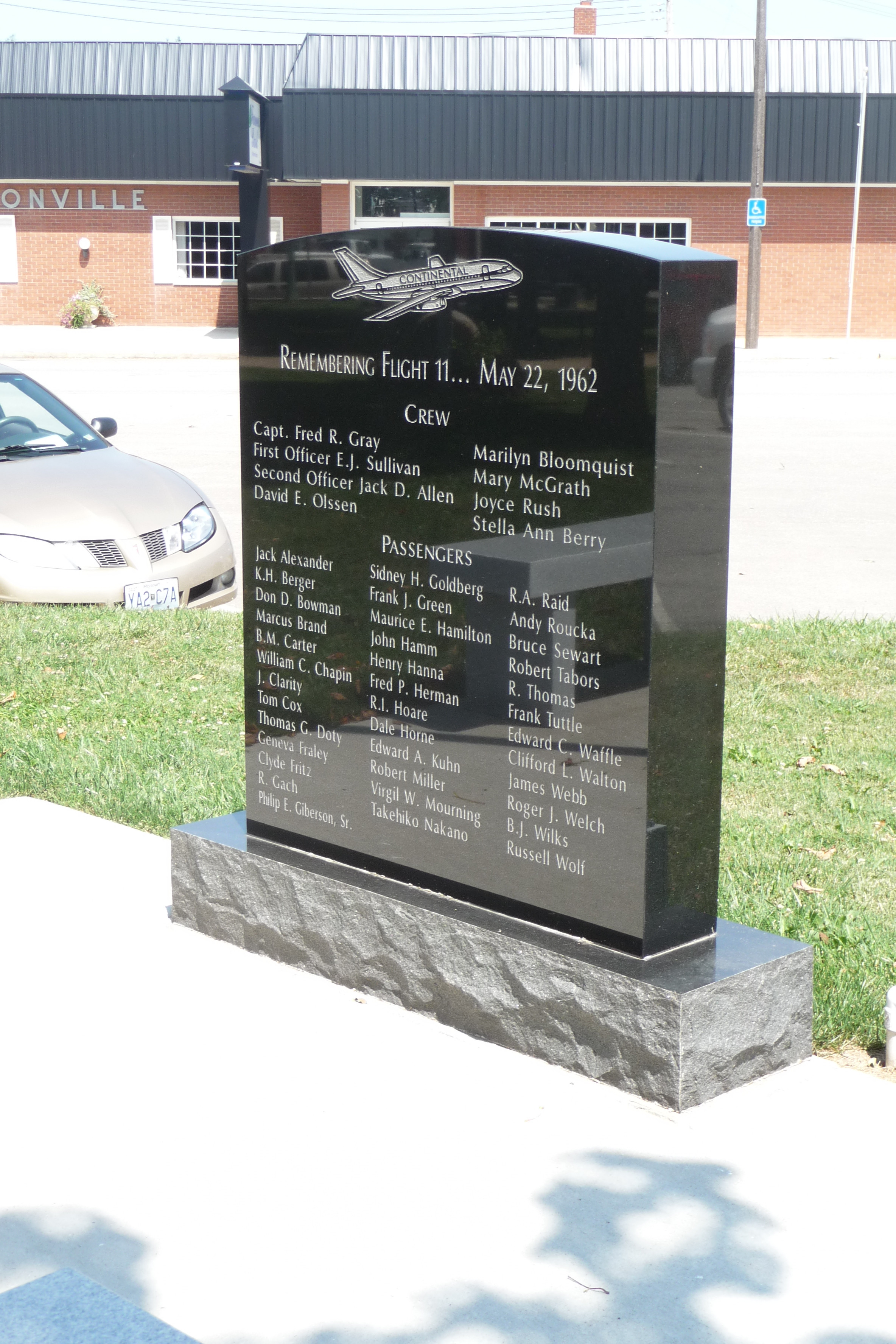
此次空難的紀念碑

2010年7月，一座紀念碑在此次墜機地點猶尼昂維附近建成。該地亦於2012年5月舉辦了CO11空難50週年的紀念儀式。

## 外部連結
- DePuy, Charles B. "The untold story of Continental Flight 11." 艾奧瓦日報 2012年5月22日